# Neophilaenus campestris
Neophilaenus campestris är en insektsart som först beskrevs av Carl Fredrik Fallén 1805.  Neophilaenus campestris ingår i släktet Neophilaenus, och familjen spottstritar. Arten är reproducerande i Sverige.